# Xã Monterey, Quận Putnam, Ohio
Xã Monterey (tiếng Anh: Monterey Township) là một xã thuộc quận Putnam, tiểu bang Ohio, Hoa Kỳ. Năm 2010, dân số của xã này là 2.068 người.